# 仙后座V640
仙后座V640，又名BD+57 2865，HD 123、SAO 21085、HR 5，是仙后座的一颗恒星，视星等为5.96，位于銀經117.03，銀緯-3.92，其B1900.0坐标为赤經0h 1m 1.8s，赤緯+57° -3.92′ 45″。